# كاذي أفقي
كاذي أفقي (الاسم العلمي:Pandanus horizontalis) هو نوع من النباتات يتبع جنس الكاذي من الفصيلة الكاذية.